# 기본 운임 번호
기본 운임 번호, 기본 운임 코드(Fare basis code, fare basis)는 항공사가 운임 유형을 식별하고 항공사 직원 및 여행사가 해당 운임에 적용 가능한 규칙을 찾을 수 있도록 하기 위해 사용하는 알파벳 또는 영숫자 코드이다. 이제 항공사는 자체 운임 기본 코드를 설정하지만 수년에 걸쳐 발전하여 여전히 사용 중인 일부 패턴이 있다.
항공사는 다양한 예약 또는 운임 클래스를 생성할 수 있으며, 이에 따라 다양한 가격과 예약 조건이 적용될 수 있다. 운임 클래스는 복잡하며 항공사마다 다르다. 이러한 코드의 의미는 승객이 흔히 알지 못하지만 항공사 직원에게 정보를 전달한다. 예를 들어 티켓이 전액 지불되었거나 할인되었거나 여행 패키지의 일부이거나 우대 제도를 통해 구매되었음을 나타낼 수 있다.
요금 코드는 예약 클래스(booking class, 즉 여러 여행 클래스를 나타냄)라는 문자로 시작하며 거의 항상 예약된 문자 코드와 일치한다. 다른 문자나 숫자가 뒤따를 수 있다. 일반적으로 요금 기준은 3~7자이지만 최대 8자까지 가능하다.

## 예약 클래스
- F: 퍼스트 클래스
- J: 비즈니스 클래스
- W: 프리미엄 이코노미 클래스
- Y: 이코노미 클래스

## 같이 보기
- 좌석 등급